# Правительство Геннадия Новицкого — Сергея Сидорского
В статье даются сведения о составе Совета Министров Республики Беларусь под председательством Геннадия Новицкого и Сергея Сидорского, действовавшего в сентябре 2001 г. — апреле 2006 г.
В соответствии с Указом Президента Республики Беларусь от 24 сентября 2001 г. № 516 в состав Совета Министров Республики Беларусь входили по должности Премьер-министр Республики Беларусь, его заместители, Полномочный представитель Президента Республики Беларусь — Заместитель Премьер-министра Республики Беларусь (включен в состав Указом Президента Республики Беларусь от 25 марта 2004 г. № 153), Глава Администрации Президента Республики Беларусь, Председатель Комитета государственного контроля, Председатель Правления Национального банка, Президент Национальной академии наук Беларуси (в соответствии с Указом Президента Республики Беларусь от 25 апреля 2005 г. № 189 — Председатель Президиума Национальной академии наук Беларуси), министры, Председатель Комитета государственной безопасности, Председатель Государственного комитета пограничных войск, Председатель Государственного комитета по авиации, Председатель Государственного таможенного комитета, Государственного военно-промышленного комитета (включен в состав Указом Президента Республики Беларусь от 30 декабря 2003 г. № 599), Председатель Государственного комитета по науке и технологиям (включен в состав Указом Президента Республики Беларусь от 12 февраля 2004 г. № 66), Председатель Правления Белорусского республиканского союза потребительских обществ.

## Состав Совета Министров
После даты назначения или освобождения от должности членов Совета Министров стоит номер соответствующего указа Президента Республики Беларусь.
Члены Совета Министров, даты освобождения от должности которых не указаны, действовали на момент отставки правительства (их полномочия прекращались с момента назначения в новом составе правительства их же или других лиц).
Члены правительства расположены в списке в хронологическом порядке по дате их назначения. В список включены исполняющие обязанности министров и Президента Национальной академии наук, формально не являвшиеся членами правительства.
1. Прокопович, Петр Петрович — Председатель Правления Национального банка Республики Беларусь (с 20 марта 1998 г., № 150)
2. Тозик, Анатолий Афанасьевич — Председатель Комитета государственного контроля Республики Беларусь (22 июля 2000 г., № 411 — 13 апреля 2006 г., № 232)
3. Волотовский, Игорь Дмитриевич — исполняющий обязанности Президента Национальной академии наук Беларуси (17 мая 2001 г., № 272 — 19 октября 2001 г., № 595)
4. Кулешов, Владимир Викторович — Председатель Правления Белорусского республиканского союза потребительских обществ (с 2001 г.)
5. Латыпов, Урал Рамдракович — Глава Администрации Президента Республики Беларусь (12 сентября 2001 г., № 491 — 29 ноября 2004 г., № 585)
6. Дражин, Владимир Нестерович — Заместитель Премьер-министра Республики Беларусь (24 сентября 2001 г., № 517 — 27 декабря 2005 г., № 623)
7. Попков, Александр Андреевич — Заместитель Премьер-министра Республики Беларусь (24 сентября 2001 г., № 518 — 10 июля 2003 г., № 303)
8. Кобяков, Андрей Владимирович — Заместитель Премьер-министра Республики Беларусь (24 сентября 2001 г., № 519 — 3 июля 2002 г., № 353; с 24 декабря 2003 г., № 583), Заместитель Премьер-министра Республики Беларусь — Министр экономики Республики Беларусь (3 июля 2002 г., № 353 — 24 декабря 2003 г., № 583)
9. Сидорский, Сергей Сергеевич — Заместитель Премьер-министра Республики Беларусь (24 сентября 2001 г., № 520 — 3 июля 2002 г., № 351), Первый заместитель Премьер-министра Республики Беларусь (3 июля 2002 г., № 351 — 19 декабря 2003 г., № 564), исполняющий обязанности Премьер-министра Республики Беларусь (10 июля 2003 г., № 304 — 19 декабря 2003 г., № 564), Премьер-министр Республики Беларусь (с 19 декабря 2003 г., № 564)
10. Корбут, Николай Петрович — Министр финансов Республики Беларусь (с 24 сентября 2001 г., № 521)
11. Шимов, Владимир Николаевич — Министр экономики Республики Беларусь (24 сентября 2001 г., № 522 — 14 июня 2002 г., № 306)
12. Хвостов, Михаил Михайлович — Министр иностранных дел Республики Беларусь (24 сентября 2001 г., № 523 — 21 марта 2003 г., № 110)
13. Русый, Михаил Иванович — Министр сельского хозяйства и продовольствия Республики Беларусь (24 сентября 2001 г., № 525 — 10 июля 2003 г., № 303)
14. Хоружик, Леонтий Иванович — Министр природных ресурсов и охраны окружающей среды Республики Беларусь (с 24 сентября 2001 г., № 526)
15. Гончаренко, Владимир Иванович — Министр связи Республики Беларусь (24 сентября 2001 г., № 527 — 17 августа 2005 г., № 383), Министр связи и информатизации Республики Беларусь (17 августа 2005 г., № 383 — 5 мая 2006 г., № 288)
16. Зиновский, Владимир Иванович — Министр статистики и анализа Республики Беларусь (с 24 сентября 2001 г., № 528)
17. Ворсин, Евгений Николаевич[бел.] — Министр спорта и туризма Республики Беларусь (24 сентября 2001 г., № 529 — 23 января 2003 г., № 33)
18. Гуляко, Леонид Павлович — Министр культуры Республики Беларусь (24 сентября 2001 г., № 530 — 22 декабря 2005 г., № 612)
19. Наумов, Владимир Владимирович — Министр внутренних дел Республики Беларусь (с 24 сентября 2001 г., № 531)
20. Мальцев, Леонид Семенович — Министр обороны Республики Беларусь (с 24 сентября 2001 г., № 532)
21. Павловский, Александр Алексеевич — Председатель Государственного комитета пограничных войск Республики Беларусь (с 24 сентября 2001 г., № 533)
22. Астапов, Валерий Петрович — Министр по чрезвычайным ситуациям Республики Беларусь (24 сентября 2001 г., № 534 — 29 декабря 2004 г., № 624)
23. Сумар, Константин Андреевич — Министр по налогам и сборам Республики Беларусь (24 сентября 2001 г., № 535 — 9 марта 2004 г., № 132)
24. Харлап, Анатолий Дмитриевич — Министр промышленности Республики Беларусь (24 сентября 2001 г., № 536 — 24 декабря 2003 г., № 589)
25. Курочкин, Геннадий Филиппович — Министр архитектуры и строительства Республики Беларусь (24 сентября 2001 г., № 537 — 5 мая 2006 г., № 288)
26. Милькота, Александр Александрович — Министр жилищно-коммунального хозяйства Республики Беларусь (24 сентября 2001 г., № 538 — 24 декабря 2003 г., № 584)
27. Куличков, Александр Николаевич — Министр торговли Республики Беларусь (24 сентября 2001 г., № 539 — 21 февраля 2005 г., № 96)
28. Иванов, Фёдор Фёдорович — Председатель Государственного комитета по авиации Республики Беларусь (24 сентября 2001 г., № 540 — 11 февраля 2005 г., № 67)
29. Шпилевский, Александр Францевич — Председатель Государственного таможенного комитета Республики Беларусь (с 24 сентября 2001 г., № 541)
30. Боровой, Михаил Иванович — Министр транспорта и коммуникаций Республики Беларусь (25 сентября 2001 г., № 542 — 27 декабря 2005 г., № 625)
31. Подгайный, Михаил Васильевич — Министр информации Республики Беларусь (25 сентября 2001 г., № 543 — 6 августа 2003 г., № 346)
32. Ерин, Леонид Тихонович — Председатель Комитета государственной безопасности Республики Беларусь (25 сентября 2001 г., № 544 — 18 ноября 2004 г., № 563)
33. Морова, Антонина Петровна — Министр труда и социальной защиты Республики Беларусь (25 сентября 2001 г., № 545 — 5 мая 2006 г., № 288)
34. Голованов, Виктор Григорьевич — Министр юстиции Республики Беларусь (с 1 октября 2001 г., № 558)
35. Новицкий, Геннадий Васильевич — исполняющий обязанности Премьер-министра Республики Беларусь (1 октября 2001 г., № 559 — 10 октября 2001 г., № 572), Премьер-министр Республики Беларусь (10 октября 2001 г., № 572 — 10 июля 2003 г., № 303)
36. Мясникович, Михаил Владимирович — Президент Национальной академии наук Беларуси (19 октября 2001 г., № 596 — 26 октября 2004 г., № 518), Председатель Президиума Национальной академии наук Беларуси (с 26 октября 2004 г., № 518)
37. Бригадин, Петр Иванович — Министр образования Республики Беларусь (19 октября 2001 г., № 597 — 6 августа 2003 г., № 345)
38. Остапенко, Владислав Алексеевич — Министр здравоохранения Республики Беларусь (19 октября 2001 г., № 598 — 29 апреля 2002 г., № 230)
39. Семашко, Владимир Ильич — Министр энергетики Республики Беларусь (12 декабря 2001 г., № 739 — 28 июля 2003 г., № 321), исполняющий обязанности Заместителя Премьер-министра Республики Беларусь (28 июля 2003 г., № 321 — 24 декабря 2003 г., № 582), Первый заместитель Премьер-министра Республики Беларусь (с 24 декабря 2003 г., № 582)
40. Тютюнов, Анатолий Дмитриевич — Заместитель Премьер-министра Республики Беларусь (3 июля 2002 г., № 352 — 30 июля 2004 г., № 369)
41. Постоялко, Людмила Андреевна — Министр здравоохранения Республики Беларусь (30 июля 2002 г., № 409 — 27 декабря 2005 г., № 629)
42. Сиваков, Юрий Леонидович — Министр спорта и туризма Республики Беларусь (23 января 2003 г., № 34 — 6 июля 2005 г., № 312)
43. Мартынов, Сергей Николаевич — Министр иностранных дел Республики Беларусь (с 21 марта 2003 г., № 111)
44. Внучко, Роман Иосифович — Заместитель Премьер-министра Республики Беларусь (10 июля 2003 г., № 305 — 25 мая 2004 г., № 243)
45. Ломать, Зенон Кузьмич — Министр сельского хозяйства и продовольствия Республики Беларусь (10 июля 2003 г., № 306 — 24 декабря 2003 г., № 586)
46. Товпенец, Эдуард Федорович — исполняющий обязанности Министра энергетики Республики Беларусь (28 июля 2003 г., № 322 — 6 августа 2004 г., № 383)
47. Радьков, Александр Михайлович — Министр образования Республики Беларусь (с 6 августа 2003 г., № 350)
48. Русакевич, Владимир Васильевич — Министр информации Республики Беларусь (с 6 августа 2003 г., № 351)
49. Белохвостов, Владимир Максимович — Министр жилищно-коммунального хозяйства Республики Беларусь (с 24 декабря 2003 г., № 585)
50. Дворянинович, Василий Васильевич — Министр сельского хозяйства и продовольствия Республики Беларусь (24 декабря 2003 г., № 587 — 25 мая 2004 г., № 245)
51. Зайченко, Николай Петрович — Министр экономики Республики Беларусь (с 24 декабря 2003 г., № 588)
52. Русецкий, Анатолий Максимович — Министр промышленности Республики Беларусь (с 24 декабря 2003 г., № 590)
53. Азаматов, Николай Ильясович — Председатель Государственного военно-промышленного комитета Республики Беларусь (с 30 декабря 2003 г., № 600)
54. Долголев, Василий Борисович — Полномочный представитель Президента Республики Беларусь — Заместитель Премьер-министра Республики Беларусь (25 марта 2004 г., № 154 — 4 августа 2006 г., № 494)
55. Плескачевский, Юрий Михайлович — Председатель Государственного комитета по науке и технологиям Республики Беларусь (7 апреля 2004 г., № 161 — 16 июня 2005 г., № 278)
56. Бамбиза, Иван Михайлович — Заместитель Премьер-министра Республики Беларусь (с 25 мая 2004 г., № 244)
57. Русак, Леонид Вячеславович — Министр сельского хозяйства и продовольствия Республики Беларусь (с 25 мая 2004 г., № 246)
58. Дейко, Анна Константиновна — Министр по налогам и сборам Республики Беларусь (с 25 мая 2004 г., № 247)
59. Агеев, Александр Викторович — Министр энергетики Республики Беларусь (6 августа 2004 г., № 384 — 5 мая 2006 г., № 288)
60. Семашко, Петр Михайлович — Министр лесного хозяйства Республики Беларусь (с 6 августа 2004 г., № 386)
61. Гапеев, Василий Иванович — Заместитель Премьер-министра Республики Беларусь (27 августа 2004 г., № 419 — 5 мая 2006 г., № 288)
62. Шейман, Виктор Владимирович — Глава Администрации Президента Республики Беларусь (29 ноября 2004 г., № 586 — 4 января 2006 г., № 6)
63. Бариев, Энвер Ризаевич — исполняющий обязанности Министра по чрезвычайным ситуациям Республики Беларусь (с 29 декабря 2004 г., № 624), Министр по чрезвычайным ситуациям Республики Беларусь (с 22 марта 2005 г., № 147)
64. Сухоренко, Степан Николаевич — Председатель Комитета государственной безопасности Республики Беларусь (с 20 января 2005 г., № 23)
65. Мельник, Вадим Григорьевич — Председатель Государственного комитета по авиации Республики Беларусь (2 июня 2005 г., № 253 — 5 мая 2006 г., № 288)
66. Матюшков, Владимир Егорович — Председатель Государственного комитета по науке и технологиям Республики Беларусь (с 16 июня 2005 г., № 279)
67. Иванков, Александр Иванович — Министр торговли Республики Беларусь (с 16 июня 2005 г., № 280)
68. Григоров, Александр Владимирович — Министр спорта и туризма Республики Беларусь (с 6 июля 2005 г., № 313)
69. Матвейчук, Владимир Федорович — Министр культуры Республики Беларусь (с 22 декабря 2005 г., № 613)
70. Косинец, Александр Николаевич — Заместитель Премьер-министра Республики Беларусь (с 27 декабря 2005 г., № 624)
71. Сосновский, Владимир Георгиевич — Министр транспорта и коммуникаций Республики Беларусь (с 27 декабря 2005 г., № 626)
72. Руденко, Виктор Петрович — исполняющий обязанности Министра здравоохранения Республики Беларусь (27 декабря 2005 г., № 630 — 5 мая 2006 г., № 291)
73. Невыглас, Геннадий Николаевич — Глава Администрации Президента Республики Беларусь (с 4 января 2006 г., № 7)

Постановлением Совета Министров Республики Беларусь от 8 апреля 2006 г. № 474 Совет Министров сложил полномочия перед вступившим в должность Президентом Республики Беларусь.
Указом Президента Республики Беларусь от 8 апреля 2006 г. № 206 поручено Премьер-министру Республики Беларусь, заместителям Премьер-министра Республики Беларусь, министрам и председателям государственных комитетов Республики Беларусь осуществлять свои полномочия до издания Президентом Республики Беларусь правовых актов о назначении на указанные должности.